# Giải vô địch bóng đá trẻ thế giới 1979
Giải vô địch bóng đá trẻ thế giới 1979 là giải đấu lần thứ 2 của Giải vô địch bóng đá trẻ thế giới, được tổ chức tại Nhật Bản từ ngày 26 tháng 8 đến ngày 7 tháng 9 năm 1979. Đây là giải đấu đầu tiên của FIFA được tổ chức tại Châu Á. Giải đấu diễn ra tại bốn thành phố — Kobe, Omiya, Tokyo và Yokohama — với tổng cộng 32 trận đấu được tổ chức, nhiều hơn 4 trận so với mùa giải trước do có thêm vòng tứ kết ở vòng đấu loại trực tiếp.
Argentina đã giành chức vô địch sau khi đánh bại đương kim vô địch Liên Xô với tỷ số 3–1 trong trận chung kết được tổ chức tại Sân vận động Quốc gia của Tokyo. Argentina đã tung ra một đội bóng tấn công và ghi nhiều bàn thắng, trung bình ghi được 3,33 bàn mỗi trận. Đội được dẫn dắt bởi bộ đôi mạnh nhất Diego Maradona và Ramón Díaz, lần lượt là cầu thủ xuất sắc nhất và là vua phá lưới của giải đấu. Cả hai đã ghi được 14 trong số 20 bàn thắng của Argentina (70%).

## Vòng loại
| Liên đoàn                         | Giải đấu loại                           | Các đội tuyển vượt qua vòng loại                                  |
| --------------------------------- | --------------------------------------- | ----------------------------------------------------------------- |
| AFC (châu Á)                      | Chủ nhà                                 | Nhật Bản1                                                         |
| AFC (châu Á)                      | Giải vô địch bóng đá trẻ châu Á 1978    | Indonesia1 · Hàn Quốc1                                            |
| CAF (châu Phi)                    | Giải vô địch bóng đá trẻ châu Phi 1979  | Algérie1 · Guinée1                                                |
| CONCACAF (Bắc, Trung Mỹ & Caribe) | Giải vô địch bóng đá U-20 CONCACAF 1978 | Canada1 · México                                                  |
| CONMEBOL (Nam Mỹ)                 | Giải vô địch bóng đá trẻ Nam Mỹ 1979    | Argentina1 · Paraguay · Uruguay                                   |
| UEFA (châu Âu)                    | Giải vô địch bóng đá U-18 châu Âu 1978  | Hungary · Ba Lan1 · Bồ Đào Nha1 · Liên Xô · Tây Ban Nha · Nam Tư1 |

1.^ Các đội tuyển lần đầu tiên tham dự.

## Đội hình
Danh sách đội hình, xem Danh sách cầu thủ tham dự giải vô địch bóng đá trẻ thế giới 1979.

## Địa điểm
| Tokyo                 | TokyoOmiyaKobeYokohama | Omiya                                   |
| --------------------- | ---------------------- | --------------------------------------- |
| Sân vận động Quốc gia | TokyoOmiyaKobeYokohama | Sân vận động Omiya                      |
|                       | TokyoOmiyaKobeYokohama |                                         |
| Sức chứa: 48,000      | TokyoOmiyaKobeYokohama | Sức chứa: 15,500                        |
| Kobe                  | TokyoOmiyaKobeYokohama | Yokohama                                |
| Sân vận động Chuo     | TokyoOmiyaKobeYokohama | Sân vận động bóng đá Yokohama Mitsuzawa |
|                       | TokyoOmiyaKobeYokohama |                                         |
| Sức chứa: 13,000      | TokyoOmiyaKobeYokohama | Sức chứa: 15,000                        |

## Vòng bảng

### Bảng A
| VT | Đội          | ST | T | H | B | BT | BB | HS | Đ | Giành quyền tham dự     |
| -- | ------------ | -- | - | - | - | -- | -- | -- | - | ----------------------- |
| 1  | Tây Ban Nha  | 3  | 2 | 0 | 1 | 3  | 2  | +1 | 4 | Vòng đấu loại trực tiếp |
| 2  | Algérie      | 3  | 1 | 2 | 0 | 2  | 1  | +1 | 4 | Vòng đấu loại trực tiếp |
| 3  | México       | 3  | 0 | 2 | 1 | 3  | 4  | −1 | 2 |                         |
| 4  | Nhật Bản (H) | 3  | 0 | 2 | 1 | 1  | 2  | −1 | 2 |                         |

| México        | 1–1      | Algérie  |
| ------------- | -------- | -------- |
| Hernández 24' | Chi tiết | Yahi 67' |

| Nhật Bản | 0–1      | Tây Ban Nha |
| -------- | -------- | ----------- |
|          | Chi tiết | Zúñiga 51'  |

| Tây Ban Nha           | 2–1      | México   |
| --------------------- | -------- | -------- |
| Joaquín 8' · Gail 74' | Chi tiết | Díaz 56' |

| Algérie | 0–0      | Nhật Bản |
| ------- | -------- | -------- |
|         | Chi tiết |          |

| Tây Ban Nha | 0–1      | Algérie          |
| ----------- | -------- | ---------------- |
|             | Chi tiết | Bendjaballah 15' |

| Nhật Bản     | 1–1      | México     |
| ------------ | -------- | ---------- |
| Mizunuma 58' | Chi tiết | Romero 69' |

### Bảng B
| VT | Đội       | ST | T | H | B | BT | BB | HS  | Đ | Giành quyền tham dự     |
| -- | --------- | -- | - | - | - | -- | -- | --- | - | ----------------------- |
| 1  | Argentina | 3  | 3 | 0 | 0 | 10 | 1  | +9  | 6 | Vòng đấu loại trực tiếp |
| 2  | Ba Lan    | 3  | 2 | 0 | 1 | 9  | 4  | +5  | 4 | Vòng đấu loại trực tiếp |
| 3  | Nam Tư    | 3  | 1 | 0 | 2 | 5  | 3  | +2  | 2 |                         |
| 4  | Indonesia | 3  | 0 | 0 | 3 | 0  | 16 | −16 | 0 |                         |

| Ba Lan                      | 2–0      | Nam Tư |
| --------------------------- | -------- | ------ |
| Pałasz 49' · Frankowski 76' | Chi tiết |        |

| Argentina                              | 5–0      | Indonesia |
| -------------------------------------- | -------- | --------- |
| Díaz 10', 23', 25' · Maradona 19', 39' | Chi tiết |           |

| Nam Tư | 0–1      | Argentina    |
| ------ | -------- | ------------ |
|        | Chi tiết | Escudero 55' |

| Indonesia | 0–6      | Ba Lan                                                   |
| --------- | -------- | -------------------------------------------------------- |
|           | Chi tiết | Pałasz 11', 37' · Janiec 12' · Baran 22', 31' · Buda 73' |

| Ba Lan     | 1–4      | Argentina                                   |
| ---------- | -------- | ------------------------------------------- |
| Pałasz 27' | Chi tiết | Maradona 7' · Calderón 23', 70' · Simón 35' |

| Nam Tư                                                 | 5–0      | Indonesia |
| ------------------------------------------------------ | -------- | --------- |
| Smajić 5', 77' · Milosavljević 19', 63' · Mlinarić 73' | Chi tiết |           |

### Bảng C
| VT | Đội        | ST | T | H | B | BT | BB | HS | Đ | Giành quyền tham dự     |
| -- | ---------- | -- | - | - | - | -- | -- | -- | - | ----------------------- |
| 1  | Paraguay   | 3  | 2 | 0 | 1 | 6  | 1  | +5 | 4 | Vòng đấu loại trực tiếp |
| 2  | Bồ Đào Nha | 3  | 1 | 1 | 1 | 2  | 3  | −1 | 3 | Vòng đấu loại trực tiếp |
| 3  | Hàn Quốc   | 3  | 1 | 1 | 1 | 1  | 3  | −2 | 3 |                         |
| 4  | Canada     | 3  | 1 | 0 | 2 | 3  | 5  | −2 | 2 |                         |

| Canada                    | 3–1      | Bồ Đào Nha |
| ------------------------- | -------- | ---------- |
| Segota 7', 66' · Nagy 79' | Chi tiết | Grilo 46'  |

| Paraguay                     | 3–0      | Hàn Quốc |
| ---------------------------- | -------- | -------- |
| Romero 5' · Cabañas 70', 74' | Chi tiết |          |

| Bồ Đào Nha   | 1–0      | Paraguay |
| ------------ | -------- | -------- |
| Ferreira 23' | Chi tiết |          |

| Hàn Quốc       | 1–0      | Canada |
| -------------- | -------- | ------ |
| Lee Tae-ho 63' | Chi tiết |        |

| Canada | 0–3      | Paraguay                    |
| ------ | -------- | --------------------------- |
|        | Chi tiết | Romero 37', 58' · Isasi 40' |

| Bồ Đào Nha | 0–0      | Hàn Quốc |
| ---------- | -------- | -------- |
|            | Chi tiết |          |

### Bảng D
| VT | Đội     | ST | T | H | B | BT | BB | HS  | Đ | Giành quyền tham dự     |
| -- | ------- | -- | - | - | - | -- | -- | --- | - | ----------------------- |
| 1  | Uruguay | 3  | 3 | 0 | 0 | 8  | 0  | +8  | 6 | Vòng đấu loại trực tiếp |
| 2  | Liên Xô | 3  | 2 | 0 | 1 | 8  | 2  | +6  | 4 | Vòng đấu loại trực tiếp |
| 3  | Hungary | 3  | 1 | 0 | 2 | 3  | 7  | −4  | 2 |                         |
| 4  | Guinée  | 3  | 0 | 0 | 3 | 0  | 10 | −10 | 0 |                         |

| Liên Xô                                                       | 5–1      | Hungary   |
| ------------------------------------------------------------- | -------- | --------- |
| Ponomaryov 24' · Stukashov 41' · Zavarov 57' · Taran 71', 78' | Chi tiết | Kardos 9' |

| Uruguay                                             | 5–0      | Guinée |
| --------------------------------------------------- | -------- | ------ |
| Molina 7' · Revelez 22', 74' · Paz 53' · Vargas 76' | Chi tiết |        |

| Hungary | 0–2      | Uruguay              |
| ------- | -------- | -------------------- |
|         | Chi tiết | Vargas 23' · Paz 35' |

| Guinée | 0–3      | Liên Xô                                       |
| ------ | -------- | --------------------------------------------- |
|        | Chi tiết | Olefirenko 6' · Mikhalevsky 59' · Radenko 80' |

| Liên Xô | 0–1      | Uruguay      |
| ------- | -------- | ------------ |
|         | Chi tiết | Martínez 66' |

| Hungary                        | 2–0      | Guinée |
| ------------------------------ | -------- | ------ |
| Segesvári 17' · Kerepeczky 80' | Chi tiết |        |

## Vòng đấu loại trực tiếp
|  | Tứ kết                            | Tứ kết           |                                   |       | Bán kết       | Bán kết       |  |  | Chung kết | Chung kết |
|  |                                   |                  |                                   |       |               |               |  |  |           |           |
|  | 2 tháng 9 – Sân vận động Quốc gia |                  |                                   |       |               |               |  |  |           |           |
|  |                                   |                  |                                   |       |               |               |  |  |           |           |
|  | Argentina                         | 5                |                                   |       |               |               |  |  |           |           |
|  | Argentina                         | 5                | 4 tháng 9 – Sân vận động Quốc gia |       |               |               |  |  |           |           |
|  | Algérie                           | 0                |                                   |       |               |               |  |  |           |           |
|  | Algérie                           | 0                | Argentina                         | 2     |               |               |  |  |           |           |
|  | 2 tháng 9 – Yokohama              |                  | Argentina                         | 2     |               |               |  |  |           |           |
|  |                                   | Uruguay          | 0                                 |       |               |               |  |  |           |           |
|  | Uruguay (s.h.p.)                  | Uruguay          | 0                                 | 1     |               |               |  |  |           |           |
|  | Uruguay (s.h.p.)                  |                  | 7 tháng 9 – Sân vận động Quốc gia | 1     |               |               |  |  |           |           |
|  | Bồ Đào Nha                        | 0                |                                   |       |               |               |  |  |           |           |
|  | Bồ Đào Nha                        | 0                | Argentina                         | 3     |               |               |  |  |           |           |
|  | 2 tháng 9 – Omiya                 |                  | Argentina                         | 3     |               |               |  |  |           |           |
|  |                                   | Liên Xô          | 1                                 |       |               |               |  |  |           |           |
|  | Tây Ban Nha                       | Liên Xô          | 1                                 | 0 (3) |               |               |  |  |           |           |
|  | Tây Ban Nha                       | 4 tháng 9 – Kobe |                                   | 0 (3) |               |               |  |  |           |           |
|  | Ba Lan (p)                        | 0 (4)            |                                   |       |               |               |  |  |           |           |
|  | Ba Lan (p)                        | 0 (4)            | Ba Lan                            | 0     |               |               |  |  |           |           |
|  | 2 tháng 9 – Kobe                  |                  | Ba Lan                            | 0     |               |               |  |  |           |           |
|  |                                   | Liên Xô          | 1                                 |       | Tranh hạng ba | Tranh hạng ba |  |  |           |           |
|  | Paraguay                          | Liên Xô          | 1                                 | 2 (5) | Tranh hạng ba | Tranh hạng ba |  |  |           |           |
|  | Paraguay                          |                  | 6 tháng 9 – Sân vận động Quốc gia | 2 (5) |               |               |  |  |           |           |
|  | Liên Xô (p)                       | 2 (6)            |                                   |       |               |               |  |  |           |           |
|  | Liên Xô (p)                       | 2 (6)            | Uruguay (p)                       | 1 (5) |               |               |  |  |           |           |
|  |                                   |                  |                                   |       |               |               |  |  |           |           |
|  | Ba Lan                            | 1 (3)            |                                   |       |               |               |  |  |           |           |
|  | Ba Lan                            | 1 (3)            |                                   |       |               |               |  |  |           |           |

### Tứ kết
| Tây Ban Nha                                  | 0–0 (s.h.p.) | Ba Lan                                            |
| -------------------------------------------- | ------------ | ------------------------------------------------- |
|                                              | Chi tiết     |                                                   |
| Loạt sút luân lưu                            |              |                                                   |
| Pichardo · Gail · Manolo · Zúñiga · Tendillo | 3–4          | Chojnacki · Buncol · Jarosz · Pałasz · Skrobowski |

| Argentina                                        | 5–0      | Algérie |
| ------------------------------------------------ | -------- | ------- |
| Maradona 25' · Calderón 34' · Díaz 39', 51', 66' | Chi tiết |         |

| Paraguay                                                                    | 2–2 (s.h.p.) | Liên Xô |
| --------------------------------------------------------------------------- | ------------ | --- |
| Romero 7' · Achucarro 22'                                                   | Chi tiết     | Dumansky 3' · Ponomaryov 70'                                                                                   |
| Loạt sút luân lưu                                                           |              | |
| Miño · Valinotti · Romero · Giménez · Vera · Olmedo · Mora · Garcia · Isasi | 5–6          | Ponomaryov · Polukarov · Ovchinnikov · Stukashov · Hurynovich · Mikhalevsky · Khachatryan · Dumanskyi · Chanov |

| Uruguay | 1–0 (s.h.p.) | Bồ Đào Nha |
| ------- | ------------ | ---------- |
| Paz 94' | Chi tiết     |            |

### Bán kết
| Argentina               | 2–0      | Uruguay |
| ----------------------- | -------- | ------- |
| Díaz 52' · Maradona 74' | Chi tiết |         |

| Ba Lan | 0–1      | Liên Xô        |
| ------ | -------- | -------------- |
|        | Chi tiết | Ponomaryov 50' |

### Tranh hạng ba
| Uruguay           | 1–1 (s.h.p.) | Ba Lan     |
| ----------------- | ------------ | ---------- |
| Paz 9'            | Chi tiết     | Pałasz 26' |
| Loạt sút luân lưu |              |            |
|                   | 5–3          |            |

### Chung kết
| Argentina                           | 3–1      | Liên Xô        |
| ----------------------------------- | -------- | -------------- |
| Alves 68' · Díaz 71' · Maradona 76' | Chi tiết | Ponomaryov 52' |

## Vô địch
| Giải vô địch bóng đá trẻ thế giới 1979 |
| -------------------------------------- |
| · Argentina · Lần thứ 1                |

## Giải thưởng

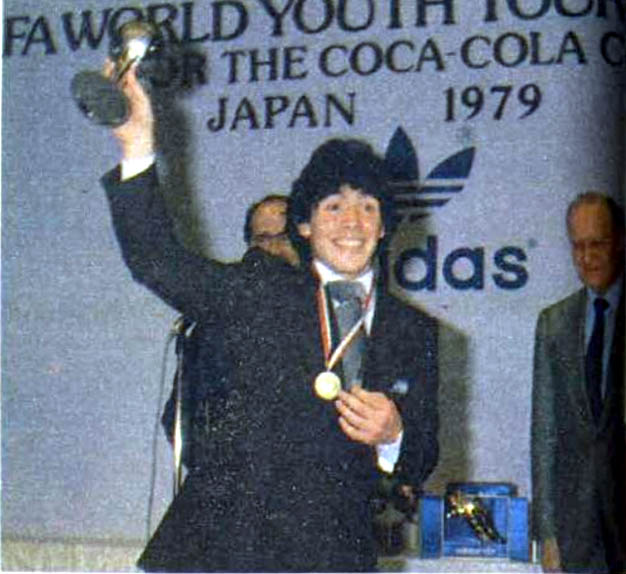
Diego Maradona đã được trao giải thưởng Quả bóng vàng cho cầu thủ xuất sắc nhất giải đấu

| Chiếc giày vàng | Quả bóng vàng  | Giải phong cách FIFA |
| --------------- | -------------- | -------------------- |
| Ramón Díaz      | Diego Maradona | Ba Lan               |

## Cầu thủ ghi bàn
Ramón Díaz của Argentina đã giành giải thưởng Chiếc giày vàng khi ghi được tám bàn thắng. Tổng cộng có 83 bàn thắng được ghi bởi 48 cầu thủ khác nhau, không có bàn nào được tính là phản lưới nhà.
8 bàn
- Ramón Díaz

6 bàn
- Diego Maradona

5 bàn
- Andrzej Pałasz

4 bàn
- Julio César Romero
- Igor Ponomaryov
- Rubén Paz

3 bàn
- Gabriel Calderón

2 bàn
- Branko Segota
- Roberto Cabañas
- Krzysztof Baran
- Oleg Taran
- Ernesto Vargas
- Felipe Revelez
- Haris Smajić
- Nedeljko Milosavljević

1 bàn
- Derradji Bendjaballah
- Hocine Yahi
- Hugo Alves
- Juan Simón
- Osvaldo Escudero
- Louis Nagy
- György Kerepeczky
- József Kardos
- Sándor Segesvári
- Takashi Mizunuma
- Lee Tae-Ho

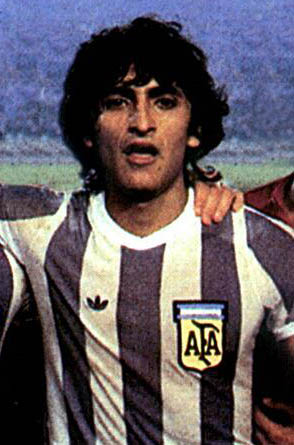
Ramón Díaz, cầu thủ ghi nhiều bàn thắng nhất giải đấu

- Armando Romero Manríquez
- Enrique Hernández Velázquez
- Mario Diaz
- Julio Achucarro
- Ramon Isasi
- Jan Janiec
- Kazimierz Buda
- Krzysztof Frankowski
- Joao Grilo
- Rui Ferreira
- Aleksandr Zavarov
- Anatoli Radenko
- Mikhail Olefirenko
- Sergei Stukashov
- Vladimir Mikhalevsky
- Yaroslav Dumansky
- Joaquín Pichardo
- Luis Miguel Gail
- Manuel Zúñiga
- Daniel Martínez
- Hector Molina
- Marko Mlinarić

## Bảng xếp hạng giải đấu
| VT | Đội          | ST | T | H | B | BT | BB | HS  | Đ  | Chung cuộc          |
| -- | ------------ | -- | - | - | - | -- | -- | --- | -- | ------------------- |
| 1  | Argentina    | 6  | 6 | 0 | 0 | 20 | 2  | +18 | 12 | Vô địch             |
| 2  | Liên Xô      | 6  | 3 | 1 | 2 | 12 | 7  | +5  | 7  | Á quân              |
| 3  | Uruguay      | 6  | 4 | 1 | 1 | 10 | 3  | +7  | 9  | Hạng ba             |
| 4  | Ba Lan       | 6  | 2 | 2 | 2 | 10 | 6  | +4  | 6  | Hạng tư             |
|    |              |    |   |   |   |    |    |     |    |                     |
| 5  | Paraguay     | 4  | 2 | 1 | 1 | 8  | 3  | +5  | 5  | Bị loại ở Tứ kết    |
| 6  | Tây Ban Nha  | 4  | 2 | 1 | 1 | 3  | 2  | +1  | 5  | Bị loại ở Tứ kết    |
| 7  | Algérie      | 4  | 1 | 2 | 1 | 2  | 6  | −4  | 4  | Bị loại ở Tứ kết    |
| 8  | Bồ Đào Nha   | 4  | 1 | 1 | 2 | 2  | 4  | −2  | 3  | Bị loại ở Tứ kết    |
|    |              |    |   |   |   |    |    |     |    |                     |
| 9  | Hàn Quốc     | 3  | 1 | 1 | 1 | 1  | 3  | −2  | 3  | Bị loại ở Vòng bảng |
| 10 | Nam Tư       | 3  | 1 | 0 | 2 | 5  | 3  | +2  | 2  | Bị loại ở Vòng bảng |
| 11 | México       | 3  | 0 | 2 | 1 | 3  | 4  | −1  | 2  | Bị loại ở Vòng bảng |
| 12 | Nhật Bản (H) | 3  | 0 | 2 | 1 | 1  | 2  | −1  | 2  | Bị loại ở Vòng bảng |
| 13 | Canada       | 3  | 1 | 0 | 2 | 3  | 5  | −2  | 2  | Bị loại ở Vòng bảng |
| 14 | Hungary      | 3  | 1 | 0 | 2 | 3  | 7  | −4  | 2  | Bị loại ở Vòng bảng |
| 15 | Guinée       | 3  | 0 | 0 | 3 | 0  | 10 | −10 | 0  | Bị loại ở Vòng bảng |
| 16 | Indonesia    | 3  | 0 | 0 | 3 | 0  | 16 | −16 | 0  | Bị loại ở Vòng bảng |